# 1,8-辛二胺
1,8-辛二胺（常称辛二胺，缩写OMDA ）是一种含氮有机化合物，分子式C8H20N2，属于脂肪族二胺。它是一种用途广泛的反应中间体，用于生产农药，特别是杀真菌剂。